# Ленихан, Дарра
Дарра Патрик Ленихан (англ. Darragh Patrick Lenihan; 16 марта 1994, Данбойн, Ирландия) — ирландский футболист, защитник клуба «Мидлсбро» и сборной Ирландии.

## Клубная карьера
Ленихан — воспитанник английского клуба «Блэкберн Роверс». Летом 2014 года для получения игровой практики игрок был арендован клубом «Бертон Альбион». 25 октября в матче против «Стивениджа» он дебютировал во Второй лиге Англии. 17 января 2015 года в поединке против «Портсмута» Дарра забил свой первый гол за «Бертон Альбион». По окончании аренды он вернулся в «Блэкберн Роверс». 21 апреля в матче против «Миллуолла» он дебютировал в Чемпионшипе. 5 мая 2018 года в поединке против «Оксфорд Юнайтед» Дарра забил свой первый гол за «Блэкберн Роверс».
24 июня 2022 года на правах свободного агента перешёл в другой клуб Чемпионшипа «Мидлсбро», подписав 4-летний контракт. Дебютировал 30 июля в матче 1-го тура чемпионата против «Вест Бромвич Альбион» (1:1), проведя на поле все 90 минут.

## Международная карьера
2 июня 2018 года в товарищеском матче против сборной США Ленихан дебютировал за сборную Ирландии.